# Erzberger-Helfferich-Prozess
Der Erzberger-Helfferich-Prozess war ein Beleidigungsverfahren, das der Reichsfinanzminister Matthias Erzberger gegen den ehemaligen Staatsminister Karl Helfferich anstrengte.
Der Prozess dauerte mit Unterbrechungen vom 19. Januar bis zum 12. März 1920. Den Hintergrund bildeten im Kern Korruptionsvorwürfe, die Helfferich Erzberger in einer Broschüre machte. Obwohl Helfferich formal zu einer geringen Geldstrafe verurteilt wurde, gab ihm das Gericht inhaltlich Recht. Dies bedeutete das Ende von Erzbergers politischer Karriere. Unmittelbar nach dem Urteil trat Erzberger als Minister zurück. Er kämpfte bis zu seiner Ermordung um seine Rehabilitation. Der Vorgang war ein politischer Skandal der frühen Weimarer Republik, der die Öffentlichkeit stark beschäftigte. Es zeigte sich dabei auch die antirepublikanische Einstellung in weiten Teilen der damaligen Justiz.

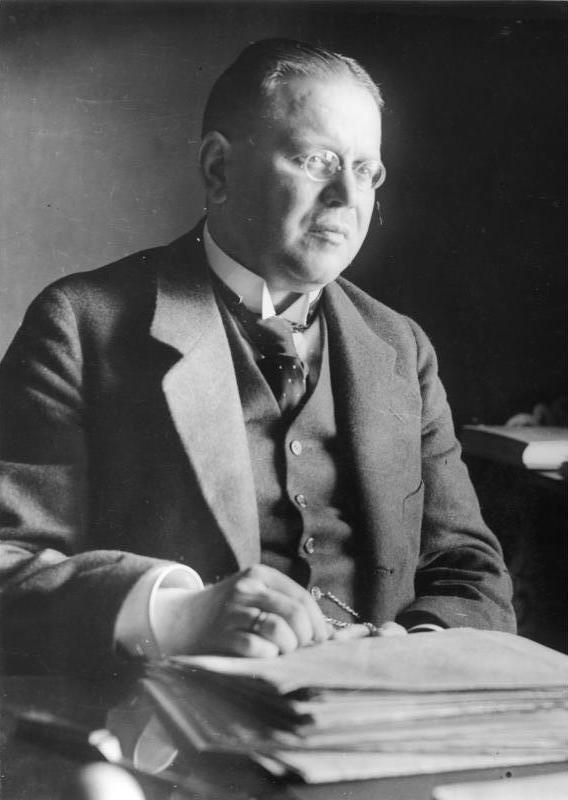
Matthias Erzberger

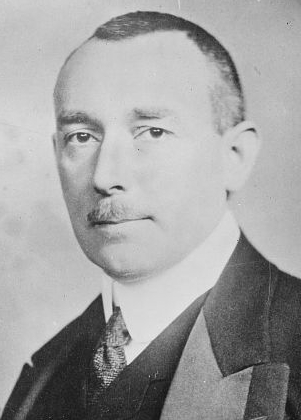
Karl Helfferich

## Vorwürfe und Hintergründe
Karl Helfferich, der während des Kaiserreichs Staatssekretär gewesen war, trat nach der Novemberrevolution als Politiker für die antirepublikanische DNVP auf. Als solcher griff er mit großer Vehemenz Erzberger an, den er den „Reichsverderber“ nannte. Er veröffentlichte eine Broschüre mit dem Titel „Fort mit Erzberger!“ In dieser Schrift und zuvor in verschiedenen Beiträgen für die Kreuzzeitung warf er dem führenden Zentrumspolitiker und zu dieser Zeit amtierenden Reichsfinanzminister nicht nur politische Fehler vor, sondern unterstellte ihm darüber hinaus, notorisch die Unwahrheit zu sagen und seine eigenen wirtschaftlichen Interessen und die Politik miteinander zu verbinden. In der Broschüre warf Helfferich Erzberger „Verstöße gegen die Wohlanständigkeit, gewohnheitsmäßige Unwahrhaftigkeit und die Verquickung persönlicher Geldinteressen mit dem politischen Amt vor.“
Erzberger war für die politische Rechte einer der meistgehassten Politiker der neuen Republik. Er hatte 1917 die Friedensresolution angestoßen, 1918 den Waffenstillstand unterzeichnet und die nach ihm benannte Steuer- und Finanzreform auf den Weg gebracht. Als Helfferich Erzberger in seiner Schrift angriff, tat er dies, um auch die Republik insgesamt zu treffen. In gewisser Weise war dies seine Version der Dolchstoßlegende, lenkte er doch davon ab, dass er während seiner Amtszeit als Staatssekretär im Reichsschatzamt 1915/16 mitverantwortlich für die inflationäre Kriegsfinanzierung gewesen war (vgl. Deutsche Inflation 1914 bis 1923).

## Verfahren und weitere Vorwürfe
Erzberger ging gegen die Schrift mit einer Beleidigungsklage juristisch vor. Das Kabinett Bauer beschloss am 1. September 1919, über die preußische Justiz Klage gegen Helfferich zu erheben.
Der Prozess begann am 19. Januar 1920 und konzentrierte sich auf die Behauptung von Helfferich, Erzberger habe vor und während des Krieges Politik und private Geschäfte miteinander vermengt. Erzberger trat in dem Prozess als Nebenkläger auf. Zur Stützung seiner Behauptungen bot Helfferich eine große Zahl von Zeugen auf.
Als Erzberger am 26. Januar gerade das Landgericht in Berlin-Moabit verließ, schoss der ehemalige Fähnrich Oltwig von Hirschfeld zweimal auf ihn; dabei wurde er an der Schulter verletzt. Der Attentäter wurde nicht etwa wegen Mordversuchs, sondern nur wegen gefährlicher Körperverletzung verurteilt (zu 18 Monaten Haft), wobei das Gericht ihm seine ideale Gesinnung als mildernden Umstand zubilligte. (Näheres hier) 
Der Streit zwischen Erzberger und Helfferich wurde von Teilen der Presse noch verschärft. Die politisch rechtsstehende Zeitung Hamburger Nachrichten veröffentlichte eine Steuererklärung Erzbergers, die ihr von einem Finanzbeamten zugespielt worden war. Dieses Dokument schien auf den ersten Blick auf eine Steuerhinterziehung durch Erzberger hinzudeuten. Erzberger beugte sich dem öffentlichen Druck und leitete eine Untersuchung gegen sich selbst ein. Dazu ließ er sein Amt vorläufig ruhen. Das Verfahren wurde aus Mangel an Beweisen schließlich eingestellt. Auch später konnte ihm keine wissentliche Steuerhinterziehung nachgewiesen werden.
Die Steuerhinterziehungsfrage hatte nicht direkt etwas mit dem Prozess zu tun, aber die Presse verband beide Vorgänge miteinander. Während die Erzberger-freundlichen Blätter darin eine Fortsetzung einer Kampagne gegen den Minister sahen, schienen die neuen Vorwürfe seinen Gegnern 'ins Bild zu passen'.
Der Prozess gegen Helfferich selbst brachte für Erzberger nicht die erhoffte Entlastung, vielmehr wurden tatsächlich Verfehlungen in einigen Fällen deutlich. So hatte er sich als Abgeordneter mehrfach für Firmen eingesetzt, in deren Aufsichtsräten er selbst saß oder deren Aktionär er gewesen war. Auch hatte er wohl Insiderkenntnisse für private Geschäfte genutzt.
Die Staatsanwaltschaft übernahm die Vorwürfe Helfferichs weitgehend. Auch das Gericht war gegenüber Erzberger nicht unvoreingenommen. Helfferich wurde zwar wegen übler Nachrede und Beleidigung am 12. März 1920 zu einer Geldstrafe von 300 Mark verurteilt. Der eigentliche Verlierer war aber Erzberger. Das Gericht urteilte, Helfferich habe im Wesentlichen keine unwahren Behauptungen verbreitet und außerdem aus „vaterländischen Gründen“ gehandelt. Erzberger dagegen wurden in zwei Fällen Meineid und in sieben Fällen die Vermischung von Politik und Geschäftsinteressen vorgeworfen. Noch am Tag des Urteilsspruchs trat Erzberger als Minister zurück. 
Der einen Tag nach dem Urteilsspruch beginnende Kapp-Putsch lenkte die Aufmerksamkeit der Öffentlichkeit von Urteil und Rücktritt ab.

## Folgen
Mit Erzberger war eine der zentralen Schlüsselfiguren der Republik getroffen. Ernst Troeltsch nannte ihn sogar den „heimlichen Kanzler“. Auf jeden Fall war er das Scharnier der Koalition aus SPD und Zentrum. Das Urteil war zwar nicht die erste, aber eine der spektakulärsten Entscheidungen einer stark antirepublikanischen Justiz.
Erzberger wurde durch das Urteil im Prozess mit Helfferich bis weit in das republikanische Lager hinein politisch diskreditiert. Seine eigene Partei zwang ihn, sein Mandat vorerst ruhen zu lassen. Er versuchte, beim Reichsgericht eine Revision des Urteils zu erreichen, was das Gericht im Dezember 1920 ablehnte. Allerdings wurde er in der Sache teilweise entlastet. Er strengte ein Meineidverfahren gegen sich selbst an. Dieses wurde gar nicht erst eröffnet, weil die Beweise nicht ausreichend waren. Im August 1921, unmittelbar vor seiner Ermordung, erfuhr Erzberger, dass ihn eine Voruntersuchung wegen Steuerhinterziehung und Kapitalflucht entlastet habe. Parallel zu dem Versuch der juristischen Rehabilitation versuchte er, auch politisch wieder Fuß zu fassen. Über die Landesliste Württemberg errang er ein Reichstagsmandat. Wie umstritten er weiterhin war, zeigt ein Anschlag bei einer Wahlversammlung in Eßlingen am Neckar im Mai 1920, bei dem Erzberger unverletzt blieb. Er starb bei einem weiteren Anschlag am 26. August 1921.